# NGC 7621
NGC 7621 (другие обозначения — PGC 71129, MCG 1-59-55, ZWG 406.74) — галактика в созвездии Пегас.
Этот объект входит в число перечисленных в оригинальной редакции «Нового общего каталога».